# Pidonia semiobscura
Pidonia semiobscura là một loài bọ cánh cứng trong họ Cerambycidae.